# Docosahexaeenzuur
Docosahexaeenzuur of DHA (van het Engels: docosahexaenoic acid), ook wel aangeduid als 22:6(ω-3), is een polyonverzadigd vetzuur dat behoort tot de klasse van de omega 3-vetzuren. Chemisch gezien is DHA een carbonzuur met een keten van 22 koolstofatomen en zes cis-dubbele bindingen. De eerste dubbele binding staat op de derde koolstof, te beginnen met het einde van de keten (omega), vandaar omega 3.

## Voorkomen
Docosahexaeenzuur komt vooral voor in vette zeevis, zoals Europese zalm en Atlantische haring. De voornaamste voedingsbron van DHA is dan ook visolie. De DHA in vis is meestal afkomstig van heterotrofe microalgen en komt via de voedselketen in de vis terecht. DHA wordt commercieel eveneens bereid uit dergelijke microalgen. De meeste dieren, en ook de mens, maken zelf slechts zeer weinig DHA aan (uit alfalinoleenzuur via eicosapentaeenzuur), zodat we DHA in de praktijk kunnen beschouwen als een essentieel nutriënt.

## Biologische functies
DHA wordt in het lichaam gemetaboliseerd tot docosanoïden (docosatriënen, resolvines en neuroprotectinen), die belangrijke hormonale functies vervullen. DHA is een van de belangrijkste vetzuren in sperma- en hersenfosfolipiden en is een belangrijk bestanddeel van het netvlies. Supplementering van DHA zou het risico op hart- en vaatziekten kunnen verkleinen door verlaging van het triglycerideniveau in het bloed. Tekorten aan DHA leiden tot verlaging van het serotonineniveau in de hersenen en worden geassocieerd met ADHD, de ziekte van Alzheimer en depressie. Supplementering van DHA zou dan ook kunnen helpen tegen deze aandoeningen. Ook tegen bepaalde kankers zou DHA kunnen helpen.